# Cerebratulus australis
Cerebratulus australis är en djurart som tillhör fylumet slemmaskar, och som först beskrevs av William Stimpson 1857.  Cerebratulus australis ingår i släktet fläsknemertiner, och familjen Cerebratulidae. Inga underarter finns listade i Catalogue of Life.